# كين فيتزباتريك
كين فيتزباتريك هو سباح كندي، ولد في 12 يناير 1963 في أوتاوا في كندا.

## وصلات خارجية
- كين فيتزباتريك على موقع الاتحاد الدولي للسباحة (الإنجليزية)
- كين فيتزباتريك على موقع أوليمبيديا (الإنجليزية)